# Frares Menors Observants
|  | «OFM» redirigeix aquí. Vegeu-ne altres significats a «Online football manager». |

L'Orde de Frares Menors de l'Observança Regular (o Ordo Fratris Menoris Regularis Observantia) és un orde religiós aparegut al si de l'orde franciscà com a moviment de reforma tendint a una major austeritat i rigor de la vida conventual. Es va originar al període 1334-1354 i, de manera definitiva, a partir de 1368, a Itàlia. Paral·lelament, i sense punts de contacte amb aquesta reforma, començaven altres moviments similars als regnes de la península Ibèrica que van donar lloc a altres reformes observants franciscanes.
Fins al 1517, els grups observants estaven dirigits per vicaris generals que se sotmetien al ministre general de l'orde franciscà. En 1517, Lleó X els va donar un ministre general propi, dividint de facto l'orde entre frares menors observants i frares menors conventuals. Les noves divisions dels observants es van reunificar definitivament en 1897, donant lloc a l'actual Orde de Frares Menors.
La distinció entre observants i conventuals comença a donar-se en començar el segle xv. Mentre que "conventuals" designava els frares que vivien en convents, contraposats als que vivien en ermites, a partir de llavors s'aplica als que admeten la propietat en comú i l'usdefruit de rendes, renunciant a la pobresa absoluta que prescrivia la regla original: els "observants", al seu torn, no admetien aquesta modificació de la regla, ja l'"observaven" i volien viure en la pobresa absoluta.

## Precedents: reforma de Giovanni della Valle
El 1334, Giovanni della Valle, que havia estat deixeble d'Angelo da Clareno, es va retirar a l'ermita de Brugliano, prop de Foligno, per viure la regla franciscana lliurement, sense seguir la interpretació de l'orde conventual. Hi morí en 1351. D'entrada, Climent VI s'hi havia oposat, però ja el 1350, va donar permís a Gentile da Spoleto per a continuar-ne la reforma. Vivien apartats, en ermites, com l'Eremo dei Carceri d'Assís amb un rigor i austeritat extrems. Aquests franciscans, però, no van ser ben considerats, probablement pels conflictes que hi havia hagut amb els fraticelli, als quals recordaven. Gentile va permetre l'ingrés d'alguns fraticelli herètics i provocà que el capítol general d'Assís de 1354 abolís el nou moviment i Gentile fos expulsat de l'orde i empresonat.

## Origen de l'Observança: Paoluccio da Trinci
Entre els germans que havien seguit la reforma hi havia el laic Paoluccio Vagnozzi da Trinci, parent dels senyors de Foligno, que encara confiava que es pogués dur a terme. Urbà V havia tornat a Roma des d'Avinyó, havent acabat amb els moviments rebels de fraticelli i les Constitutiones Farinariae de 1354 prohibien qualsevol nova congregació que volgués dividir "de paraula, de fet, o de qualsevol altra manera" l'orde franciscà.
El 1368 va demanar al ministre general Tommaso da Frignano permís per a tornar a Brugliano amb altres frares. Malgrat la prohibició, el ministre va donar suport a la idea amb les condicions que "no es permetés residir als eremitoris cap germà, llevat que vulgui conformar-se amb l'hàbit dels altres frares, estigui d'acord amb la fe catòlica i no condemni la comunitat de l'orde".
Els germans hi vivien en extrema pobresa; com que al lloc hi havia moltes serps, calçaven esclops de fusta, per la qual cosa van ser anomenats zoccolanti (de zoccolo, esclop). Gradualment, Paoluccio va rebre o fundar els eremitoris de Stroncone i Monte di Perugia, a l'Úmbria, de Greccio, Fontecolombo i Poggio Bustone a la vall de Rieti, i Forano, Monfalcone, Massa Fermana, Camerino i Morrovalle en les Marques. Aviat s'incorporà a la reforma San Damiano d'Assís, una de les primeres fundacions de l'orde. El 1380 Paoluccio da Trinci va ser nomenat comissari general dels dotze eremitoris reformats, amb permís per a rebre-hi novicis. Es confirmava, doncs, l'Observança Regular. El seu col·laborador més proper va ser Francesco de Fabriano.
El 15 de juliol de 1385 el general Enrico Alfieri di Asti (1387-1405) l'autoritzà a estendre la reforma a Còrsega, Bòsnia i la resta d'Itàlia: es pot considerar aquesta data com la de naixement de la família franciscana observant diferenciada, però no separada, de la família conventual.
Trinci va morir el 17 de setembre de 1390 i el succeí Giovanni di Stronconio, fins que morí el 1418. El 23 de març de 1403, Bonifaci IX va permetre a Stroncone de rebre altres eremitoris com a vicari (ja no com a comissari), d'acord amb el ministre general. En 1405, ja n'havia vint repartits per tot Itàlia; en 1414, el nombre de cases reformades era de 34, i el 1415 s'hi uní el convent de la Porciúncola d'Assís, primera fundació de l'orde franciscà, amb l'obligació de continuar vinculat al Sacro Convento d'Assís. La reforma comptava amb uns 200 membres, la majoria d'ells laics.

## Desenvolupament i consolidació

### Bernardí de Siena i Joan Capistrano
L'Observança Regular s'organitzà definitivament durant aquests anys, amb un gran desenvolupament, fonamentalment per obra dels anomenats "quatre pilars de la reforma": sant Bernardí de Siena, que s'hi havia unit el 1402, sant Joan Capistrano, que ho havia fet en 1414, el beat Alberto da Sarteano, en 1415 i sant Jaume de les Marques, franciscà des de 1416. De fet, es considera sant Bernardí com a fundador de l'Observança.
Al seu inici eren coneguts com a germans simples, frares devots, frares espirituals, frares dels llocs devots i, en alguns llocs bernardins o frares de Jesús. Finalment, van rebre el nom definitu de Frares Menors de la Regular Observança.
La reforma s'estengué aviat per Itàlia, França, Espanya i Portugal i va ser reconeguda pel Concili de Constança de 1415.
El 1430 Martí V va reunir les dues branques, observants i conventuals, en un capítol general a Assís: "per tal que el nostre desig d'una reforma general de l'orde pugui ésser complert." Va ser elegit ministre general Guglielmo da Casale (1430-42), però el líder espiritual va ser sant Joan Capistrano. El capítol va promulgar les Constitutiones Martinianae, que suprimien els càrrecs de vicaris provincial i general dels observants amb vista a procedir a una reforma general de l'orde. Els assistents al capítol s'havien compromès a treballar conjuntament, però només sis setmanes després, el 27 de juliol de 1430, el general va ser relevat del seu compromís i obtingué del papa el breu Ad statum, de 23 d'agost, que permetia als conventuals tenir propietats, com els altres ordes. Aquest breu, carta magna dels conventuals, impedia d'altra banda que els observants l'acceptessin, per la qual cosa qualsevol intent de reunificació estava condemnat al fracàs.
L'oposició entre uns i altres va créixer fins al punt que Capistrano va optar per la divisió de l'orde com a solució al conflicte, trobant l'oposició de Bernardí de Siena. Mentrestant, el poder polític prenia partit, i en alguns llocs els governants expulsaven els conventuals i donaven els seus convents als observants.

### Observança regular fora d'Itàlia

#### Regnes hispànics
La reforma observant als regnes hispànics es va desenvolupar de manera paral·lela a la d'Itàlia. En les tres províncies hispàniques —Santiago, Aragó i Castella— van obrir-se cases reformades a iniciativa de grups de frares que volien un retorn a l'esperit fundacional de l'orde. El més significatiu dels reformadors va ser Pedro de Villacreces, que inicià la reforma cap al 1396. Posteriorment, i continuant l'experiència villacreciana, es desenvolupà el moviment dels franciscans descalços o guadalupencs (1495-1517), impulsat per Juan de Guadalupe a Extremadura.

#### França
Cap al 1388, alguns frares de la província de Turena, a França, van demanar permís per a viure la regla de manera més estricta: van fundar el convent de Mirabeau, del qual s'originaren altres cases reformades a Borgonya, Turena i Francònia. En 1407, antipapa Benet XIII el deslliurà de la jurisdicció dels provincials conventuals i un any després els donà un vicari general. Pere de Vilanova, en Aquitània, va liderar una reforma de corta durada, que acabà en 1408. Finalment, a partir de la reforma de les clarisses de Coleta de Corbie, va originar-se la reforma dels frares menors coletins (1412-1517) o conventuals reformats.

#### Alemanya
En el Sacre Imperi Romanogermànic, l'Observança va aparèixer cap al 1420 al monestir de Gouda, a Colònia (1418), a Brandenburg (Saxònia, 1425) i a Heidelberg (1426). De fet, ja hi havia observants a Bòsnia, Rússia, Hongria i Tatària.

## Separacióde factode l'Observança (1438-1517): els vicaris generals
El 1438, el general de l'orde nomenà Bernardí de Siena primer vicari general dels observants italians, càrrec que ocupà fins al 1441, quan el succeí Joan Capistrano. Els vicaris generals estaven sota la jurisdicció del ministre general dels franciscans i la primacia de l'orde continuava a l'Orde de Frares Menors Conventuals, però es consagrava un govern diferenciat.
Al capítol general de l'orde de Pàdua de 1443, Alberto Berdini da Sarteano, observant, havia d'ésser elegit general d'acord amb els desitjos del papa, però va trobar l'oposició de Bernardí de Siena i no va ser elegit. Al seu lloc, Antonio de Rusconibus (1443-1450) fou el nou general i des de llavors, cap observant va tenir el càrrec de general de l'orde.
En 1443 Antonio va nomenar dos vicaris general per als observants, ja que l'Observança Regular s'havia dividit en dos grups: l'Observança Cismontana que agrupava les cases d'Itàlia i l'Europa oriental i central, i l'Observança Ultramontana, amb les cases de França, els regnes hispànics (incloses les colònies) i Anglaterra. Joan Capistrano va ser el vicari cismontà i Jean Perioche de Maubert l'ultramontà.
L'anomenada Butlla de Separació d'Eugeni IV, Ut sacra ordinis minorum, d'11 de gener de 1446, redactada per Capistrano, va separar en la pràctica les dues famílies franciscanes. El càrrec de vicari general de l'Observança va ser declarat permanent i, en la pràctica, independent del ministre general de l'orde. No obstant això, l'Observança no podia fer capítols generals separats dels de l'orde.
Després de la canonització en 1450 de Bernardí de Siena (mort el 1444), l'orde es va estendre ràpidament. Joan Capistrano, amb l'ajut de Nicolau de Cusa, va fundar nombroses cases a Alemanya. Al capítol de Barcelona de 1451 es promulgaren els Statuta Barchinonensia, que van ser seguits durant segles pels observants ultramontans.

### Últims intents de reunificació
Sant Jaume de les Marques va intentar en 1455 una aproximació entre les dues famílies, aconseguint que els vicaris observants tinguessin vot actiu als capítols generals. La Butlla concordiae de Calixt III de 2 de febrer de 1456, que garantia aquest vot, va ser derogada per Pius II l'octubre de 1458. El capítol de Perugia de 1464 va elegir com a general Francesco della Rovere (1464-1469), que després seria papa com a Sixt IV (1471-1484). Sixt va concedir privilegis a l'orde, com les butlles Mare magnum (1474) o Butlla aurea (1479), però afavorí ostensiblement els conventuals, dels que havia estat membre.
Al contrari, els generals Francesco Nanni (1475-1499), i Egidio Delfini (1500-1506) tendien a afavorir els observants i les reformes, com també van fer les Constitutiones Alexandrinae d'Alexandre VI de 1501. El cas més extrem es donà a les corones de Castella i Aragó, on el cardenal Cisneros va expulsar tots els conventuals que s'oposessin a les reformes. A París, Delfini va cedir als reformistes els estudis generals que havien tingut els conventuals.
Mentrestant, havien anat apareixent nous grups reformistes de tendència observant al si de les dues famílies: a la inversa del que havia estat habitual, al si de l'observança van donar-se algunes reformes que volien adoptar postures més properes a les dels conventuals, com la dels capriolans (1467-1480) de Pietro di Capriolo, o la dels clarens que el 1473 van voler tornar al si de l'orde conventual. Al seu torn, l'Observança va acollir els grups que, escindits dels frares menors conventuals, adoptaven una vida encara més observant, com els coletins (1412-1517) o conventuals reformats, els martinians, reforma moderada de 1430, o els amadeïtes (1460-1517) d'Amadeu Mendez da Silva.
El Capitulum Generalissimum de Roma de 1506 volia reunir de nou observants i conventuals, però el projecte no va tenir acceptació i els estatus, redactats pel capítol i publicats el 1508 com a Statuta Iulii II no va aconseguir els seus objectius. Els últims generals de l'orde franciscà unificat van ser: Rainaldo Graziani (1506-1509), Filippo da Bagnacavallo (1509-1511) i Bernardino Prato da Chieri (1513-1517).

## Separació definitiva: els Frares Menors Observants amb ministres generals
Els problemes d'unitat de l'orde (la primacia i el ministre general del qual eren sempre dels conventuals), sempre basats en la interpretació més o menys estricta de la regla, eren continus. Finalment va sorgir la idea de procedir a una divisió definitiva, tot agrupant els moviments observants i més rigoristes en un orde diferenciat que podria evitar nous moviments de separació.
Vista la impossibilitat de reunificació, Lleó X va convocar un capítol "generalíssim" l'11 de juliol de 1516 que tindria lloc el 31 de maig de l'any següent. Al capítol es van suprimir totes les congregacions reformades de caràcter observant integrant-les al nou orde unificat dels Frares Menors Observants. Aquesta congregació esdevenia un orde independent, separada dels Conventuals, amb ministre general i capítol general propis. A més, passava a tenir la primacia jurídica de l'orde franciscà, ja que recollia l'esperit original de Francesc d'Assís. El nou ministre general observant rebia el títol de Minister Generalis totius ordinis Fratrum Minorum, amb l'addició, o sense, de regularis Observantiae. Es va acordar que el general observant s'elegís cada sis anys, alternativament d'entre els cismontans i els ultramontans, tornant-se.
Els conventuals, al seu torn, perdien la primacia i passaven a tenir un comissari general. En els oficis, processions, etc., cedien la precedència als observants.
La butlla resultant del capítol, Ite vos de Lleó X va dividir l'orde franciscà en Frares Menors Conventuals i els Frares Menors Observants; aquests reunien els diferents grups observants, com els coletins, els amadeïtes i els descalços; els primers agrupaven els corrents conventuals i no presentava tanta diversificació. En aquest moment, els dos corrents es repartien equitativament el pes de l'orde, amb uns 30.000 frares cadascun.
Malgrat l'acord de 1517, la convivència entre les dues Observances es va veure alterada per maniobres polítiques, principalment de la Corona Espanyola, que influïa perquè el ministre general observant fos sempre ultramontà. En la pràctica, la prevista regla dels torns no es va acomplir i el ministeri va ser ocupat sempre per ultramontans espanyols.

### Desenvolupament posterior de l'orde observant
Cristoforo Numai da Friuli va ser el primer general de l'Orde dels Frares Menors Observants, però va ser elegit cardenal i renuncià al ministeri. Va ser elegit llavors Francesco Lichetto (1518-1520), que va reorganitzar l'orde en províncies i va promulgar noves constitucions basades en els estatuts de Barcelona de 1451.
Els successors s'ocuparen de consolidar l'Observança. Paolo Pisotti (1529-1533), però, se'n va desviar de l'ideal observant i va propiciar la primera gran dissensió de l'orde, la dels caputxins, i va ser deposat en 1533. El capítol d'Assís de 1547 va prescriure que l'hàbit dels observants fos de color gris, d'acord amb el costum ja establert, i va prohibir portar barba. El capítol general de Salamanca de 1554, presidit per Clemente Dolera da Moneglia, va promulgar nous estatus per a la família cismontana. Francisco Zamora (1559-1565) va defensar al Concili de Trent la pobresa de l'orde, sancionada al concili per observants i caputxins.
Sota el generalat de Luigi Pozzo (1565-1571), els conventuals espanyols es van unir, per orde papal, als observants. Els següents ministres treballaren per mantenir l'aplicació de la regla de la pobresa, especialment Francesco Gonzaga (1579-1587), que va reformar la gran casa d'estudis de París. Les modificacions als estatus se succeïen i, finalment, al capítol de Segòvia de 1621, Benigno da Genova (1618-1625) va aprovar els Statuta Segoviensia per a la família ultramontana, amb addicions específiques per a les cases de França, Alemanya i Bèlgica.
Al si de l'Observança, però, hi continuà havent divisions i la seva història va ser una llarga successió d'escissions i formació de nous grups observants. Especialment durant el segle xvi, la divisió va donar lloc a noves reformes de "més estricta observança" (strictioris observantiae) que constituïren els grans grups observants que, fins al final del segle xix, van integrar l'orde:
- els franciscans descalços, a Espanya, Portugal i les seves colònies.
- els Germans Menors Caputxins, fundats el 1525 per Matteo da Bascio i que va acabar constituint un orde separat.
- els Frares Menors Reformats de l'Estricta Observança, a Itàlia, Bohèmia, Àustria i Polònia, aprovats per Climent VII en 1532; en el seu si s'originà la Riformella el 1622.
- els Frares Menors Descalços o alcantarins (1563-1897).
- els Franciscans Recol·lectes (1583-1791), a França, liderats per François Dozieck, i a Alemanya, Bèlgica, Països Baixos, Àustria i Illes Britàniques (1629-1897).

La convivència amb els conventuals no sempre va ser fàcil: a Espanya, els observants van enfrontar-se als conventuals i havien aconseguit que els frares de l'Orde de Frares Menors Conventuals contraris a la reforma foren expulsats; el 1566, a instàncies de Felip II d'Espanya, Pius V va ordenar a tots els ordes religiosos conventuals dels territoris hispànics que adoptessin la reforma observant corresponent, i als franciscans conventuals que s'unissin als franciscans observants, fent servir les seves rendes i béns per al millorament dels convents i el servei diví. Això va fer que la comunitat claustral desaparegués d'aquests dominis i que la presència dels observants fos especialment intensa a les colònies d'Hispanoamèrica, on van desenvolupar nombroses missions. També van ser intransigents amb els moviments de reforma que, com els villacrecians o els alcantarins volien viure l'observança sense trencar amb l'orde.
Durant la Contrareforma, l'orde va conèixer un període de gran vitalitat, especialment al nord d'Europa. La Reforma protestant havia tancat molts convents franciscans en aquestes regions i havia pràcticament eliminat províncies senceres. Amb el suport imperial i dels prínceps catòlics, els franciscans recuperaren la seva antiga posició i reobriren fundacions. A la família ultramontana es presentaren problemes pel fet que els generals sempre fossin d'origen espanyol, malgrat l'acord pres en 1517: les províncies franceses i italianes se'n queixaven i el fet va donar lloc a conflictes.
Juan Merinero de Madrid (1639-1645), Giovanni Mazzara de Nàpols (1645-1648) i Pedro Mancro (1651-1655) van intentar, sense èxit, donar uns estatus definitius als cismontans. Entre 1700 i 1723 no hi hagué capítols generals, a causa de les guerres contínues a Europa, que es van reflectir també al si de l'orde amb disputes entre les diferents branques reformades.

### Crisi i supressions
El Papa Benet XIII va intentar en va, en 1727 unificar les branques observant, reformada, recol·lecta i descalça. Paschale Frosconi (1768-1791), de Milà, va intentar reunir un capítol general, també en va. Durant el seu ministeri, els franciscans descalços espanyols van intentar separar-se de l'orde en 1774. Per efecte del gal·licanisme i el febronianisme, molts governants van suprimir cases monàstiques i trencaren les seves relacions amb Roma. En 1766, Lluís XV de França va establir una Commission des Reguliers, que va conduir a la unió forçada, en 1771, dels conventuals (amb tres províncies i 48 convents)i els observants francesos (amb set províncies i 287 convents). La Revolució francesa va acabar amb l'orde a França.
A Baviera (1769) i altres estats germànics (1803), l'orde va ser suprimit, i també a l'Imperi d'Àustria (des de 1775) i els estats de Flandes, (1794) sota Josep II i al Regne de les Dues Sicílies (1788). Així i tot, al final del segle xviii, al si de l'orde observant hi havia: 39.000 frares observants, 19.000 reformats, 11.000 recol·lectes i 7.000 descalços.
En 1804, els franciscans espanyols van aconseguir, amb el suport reial, separar-se de l'orde. L'orde també va ser suprimit a Itàlia en 1810. Els generals, nomenats pel papa, només governaven sobre un sector de l'orde. Sota Luis Iglesias (1830-1834), es va consumar formalment la separació dels franciscans espanyols (1832), però les revoltes de 1833 van afectar molt els convents espanyols i el general (que residia a Espanya i no a Roma), Bartolomé Altemir (1834-1838), va ser desterrat d'Espanya.
A mitjan segle xix, Benigno da Valbona va introduir els franciscans reformats a França, per restaurar-hi l'orde, i el 1852 obrí el monestir d'Avinyó, que treballà per a obrir noves cases i incrementar el nivell intel·lectual de l'orde.
A Rússia i Polònia molts convents van ser suprimits entre 1831 i 1842, i l'orde, en general, en 1864. Els monestirs italians van ser novament suprimits pels piemontesos en 1866, i en 1873 ho van ser de la mateixa Roma. El general Raffaello Lippi va abdicar en 1869 i Pius IX va nomenar general (no era possible convocar un capítol) el reformat Bernardino del Vago (1869-1889).

## Reunificació
El nou general Bernardino del Vago va intentar revifar l'orde. Va fundar el 1880 un òrgan oficial de comunicació, Acta Ordinis Minorum, amb decrets i decisions oficials, però també treballs científics i teològics. Les supressions continuaren, però: en 1875 l'orde va ser expulsat de Prússia i molts frares s'establiren als Estats Units; en 1880 van ser suprimits de França, passant-ne els frares a Itàlia. Aquí, la cúria general de l'orde, el monestir d'Ara Coeli de Roma, va ser expropiat pel govern italià per fer-hi el monument nacional a Víctor Manuel II d'Itàlia (el conegut com a Vittoriano), que havia d'ocupar part del terreny del convent. La nova casa mare de l'orde va ubicar-se al Collegio di S. Antonio al Laterà.
Aquest nou col·legi es destinà a la formació de missioners i professors per a les escoles de l'orde, com també el Collegio di S. Bonaventura de Quaracchi, a Florència, amb la impremta i editorial de l'orde. El successor de Bernardino, Luigi Canali (1889-1897) va preparar la unificació de les quatre branques del'orde. Les supressions successives havien reduït dràsticament el nombre de membres dels diferents ordes franciscans observants, alguns dels quals no podia subsistir com a branca independent. El capítol general d'Assís de 1895 va acordar de reunir-los per a donar nova vida a l'orde. S'hi prepararen noves constitucions, que van ser aprovades el 15 de maig de 1897.
De fet, els ordes observants ja tenien una dependència, tot i tenir vicaris propis, del ministre general dels Frares Menors Observants. El 1897, la butlla Felicitate quadam de Lleó XIII va donar lloc a l'anomenada Unió Leonina, que unificava els diferents grups observants, exceptuant els caputxins, en un únic orde, l'Orde de Frares Menors.
- Per a la història posterior de l'orde, vegeu: Orde de Frares Menors